# Cuéllar
Cuéllar  (tiếng Tây Ban Nha, /ˈkweʎar/) là một thị xã ở cộng đồng tự trị Castile và Leon, Tây Ban Nha. Dân số năm 2004 là 9.495 người.

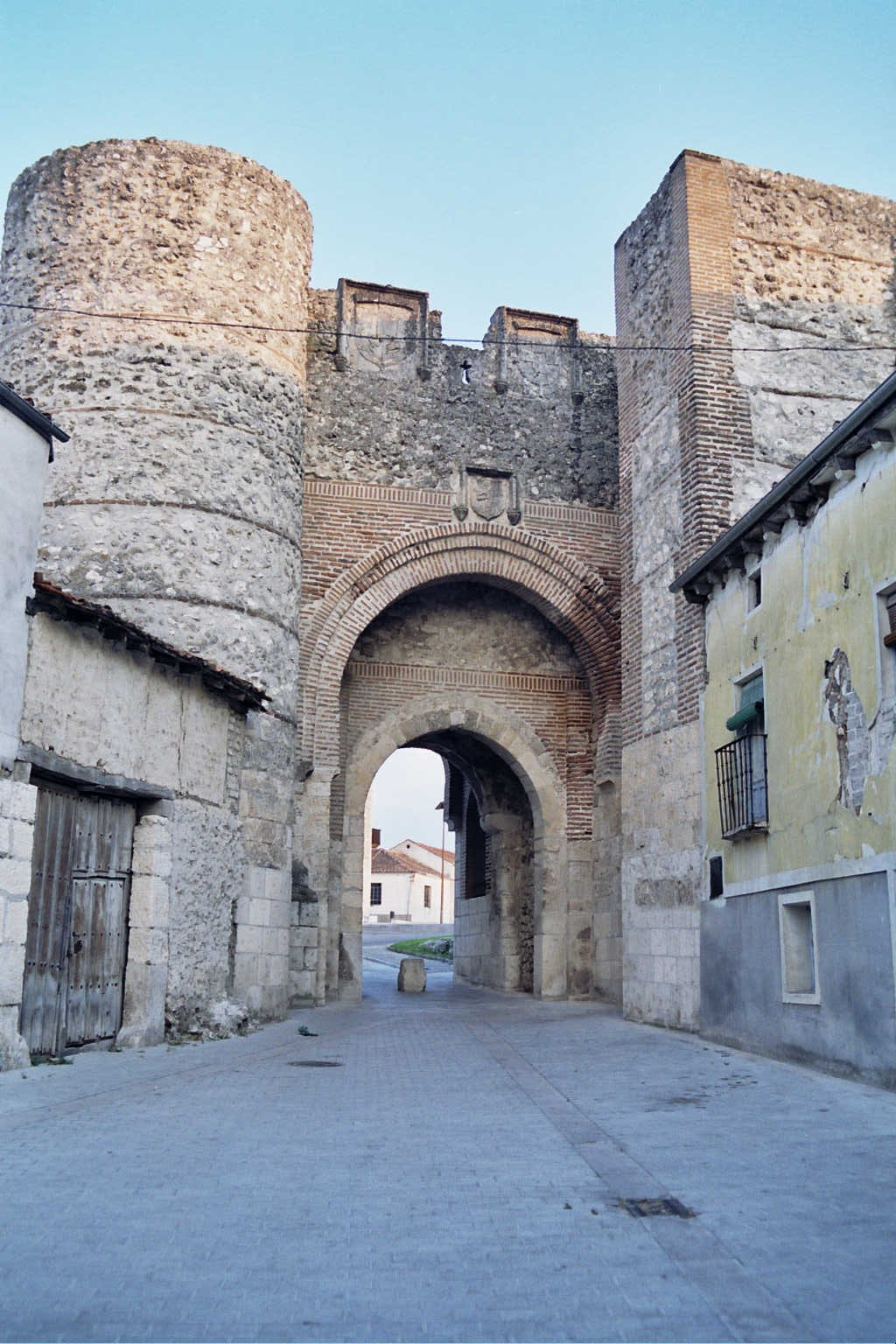
San Basilio Arch

Thị xã này nằm trên một ngọn đồi, cách thủ phủ Segovia 60 km về phía đông bắc, 50 km so với Valladolid. Đô thị này có diện tích 272 km² và nằm trên khu vực có độ cao 857,93 m trên mực nước biển. Dân cư vùng này có truyền thống sản xuất nông nghiệp.